# Riu Pepiri-Guaçu
El riu Pepiri-Guaçu (en castellà Pepirí Guazú) és un curs d'aigua sud-americà que fa de frontera entre la Província de Misiones, l'Argentina i l'estat de Santa Catarina, el Brasil en tot el seu curs.
Neix a la Serra de Misiones sobre les ciutats de Bernardo de Irigoyen i Dionísio Cerqueira, i es dirigeix amb rumb sud fins a desembocar en el riu Uruguai pocs quilòmetres abans dels salts del Moconá, presentant gran quantitat de meandres al llarg de tot el seu trajecte.
Una particularitat d'aquest riu és que separa dos paisatges totalment diferents: del costat argentí encara es pot apreciar l'ecosistema de la selva protegida per la Reserva de la Biosfera Yabotí i del costat brasiler aquesta ha estat talada i el paisatge està totalment antropitzat amb presència de camps de cultiu dedicats a l'agricultura.
Els seus principals afluents són els rierols Los Hermanos i Toro del costat argentí i el riu das Flores del costat brasiler. Al llarg del seu curs es troben les cascades del Gran Salt Macora, el salt de la Marca, el salt Leicao, el salt Valent i les correderas Macacos Blancos.

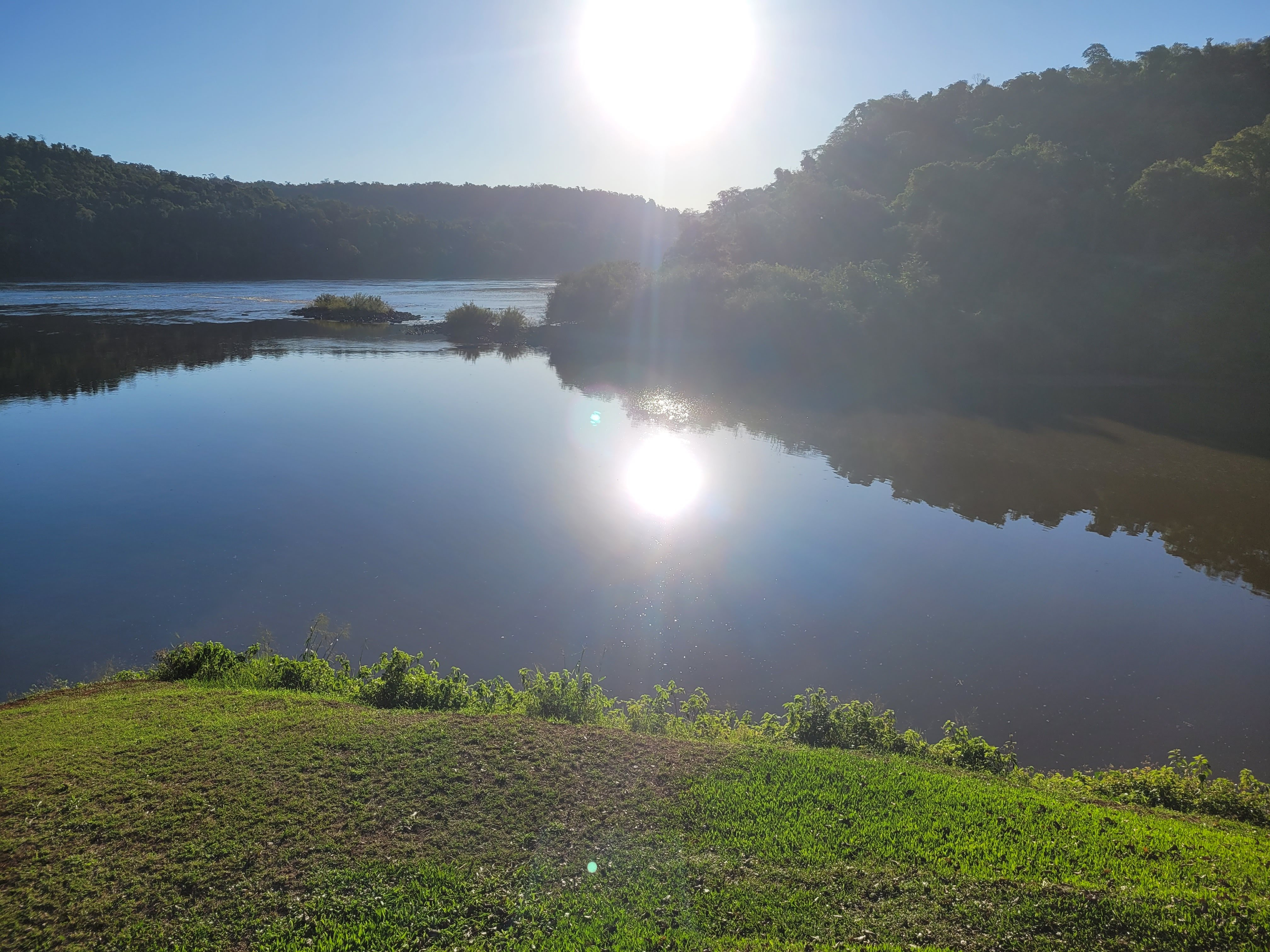
Desembocadura del Pepiri-Guaçu, que ve pel cantó dret de la imatge, al riu Uruguai, al cantó esquerre.